# Super Mario Galaxy 2
Super Mario Galaxy 2 (スーパーマリオギャラクシー2 Sūpā Mario Gyarakushī Tsū?) es un videojuego de plataformas desarrollado y publicado por Nintendo para la Nintendo Wii. Se anunció por primera vez en E3 2009 y es la secuela de Super Mario Galaxy de 2007. Fue lanzado en todo el mundo en 2010. Al igual que el primer juego, la historia sigue a Mario mientras persigue al Rey Koopa, Bowser, en el espacio exterior, donde ha encarcelado a la princesa Peach y ha tomado el control del universo usando las Estrellas de Poder y la Gran Estrella. Mario debe viajar a través de varias galaxias para recuperar las Estrellas del Poder con el fin de viajar al centro del universo y rescatar a la princesa Peach.
El juego se planeó originalmente como una versión actualizada de Super Mario Galaxy, conocida como Super Mario Galaxy More. Sin embargo, posteriormente se decidió que se expandiría a una secuela completa cuando el equipo de desarrollo continuó desarrollando el juego con docenas de nuevas ideas. Por lo tanto, el tiempo de desarrollo se extendió a dos años y medio. Entre las novedades se encuentran entornos dinámicos, nuevos potenciadores y la incorporación de Yoshi.
Super Mario Galaxy 2 fue recibido con elogios de la crítica y se consideró que igualaba o superaba a su elogiado predecesor, con su creatividad, diseño de niveles, jugabilidad, música y mejoras tecnológicas sobre el original recibiendo grandes elogios, aunque los críticos estaban divididos sobre su falta de historia y alta dificultad en comparación con el original. Los críticos lo consideran frecuentemente uno de los mejores videojuegos jamás creados y es uno de los juegos más vendidos en Wii, con más de siete millones de copias vendidas en todo el mundo.

## Argumento

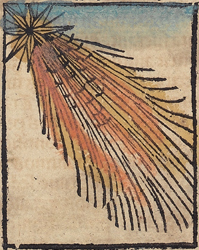
Los cometas tienen un papel especial dentro del juego, pues a causa de ellos el Festival de las Estrellas se celebra cada cierto tiempo; por otro lado, son la causa de que aparezcan eventos dentro de cada galaxia, haciendo que el jugador supere un desafío para conseguir una nueva «Power Star».

A raíz del argumento que Super Mario Galaxy no concluyó, la Princesa Peach invita a Mario a compartir un pastel con él durante el Festival de las Estrellas, tiempo en que los «Trozos de Estrella» —«Star Bits»— llueven sobre el Reino Champiñón desde los cielos. Durante el camino, Mario se encuentra con un Destello —Luma—, con quien entabla casi instantáneamente una buena amistad, además de otorgarle el poder de «girar» —spin—. Poco después, Bowser el archienemigo de Mario, quien creció hasta un tamaño gigantesco (a causa de que comió varias «Grand Stars» —«Maxiestrellas»—, cosa que Mario desconoce hasta este punto) aparece y ataca el castillo de la Princesa. Al secuestrar a Peach, Bowser huye hacía el espacio exterior donde intenta recrear su plan sobre edificar un nuevo reino en el centro del Universo. Antes de aventurarse en rescatar a la Princesa, a Mario se le da el control de la Astronave Mario —Starship Mario—, un planetoide que tiene la forma de la cabeza del fontanero, fue construida por un astuto Destello mecánico llamado Destrella —Lubba—, funciona mediante las «Power Stars» —«Superestrellas»— y es piloteada por otros Destellos; el plan principal de Mario es viajar a través del Cosmos con el fin de localizar a la Princesa y ayudar a Destrella a encontrar los demás Destellos que se perdieron a causa del plan maligno de Bowser. A lo largo de su travesía, Mario conoce nuevos Destellos y su compañero Yoshi se le une a la aventura junto con «La Brigada Toad» —«The Toad Brigade»— del Galaxy original, y su hermano Luigi.
Mientras se van recolectando las «Power Stars», la Astronave logra localizar la base central de Bowser, la cual succiona energía de lo que se supone es un cometa. Mario logra burlar las defensas de la base enemiga y derrota a Bowser, consiguiendo rescatar así la última «Grand Star». Rosetta (Rosalina en Hispanoamérica, y Estela en la versión española) junto con el Planetarium del Cometa del primer Galaxy se aparecen frente a Peach y Mario, una vez que la maldad fuera derrotada. Ella le agradece a Mario por haber cuidado del Destello que encontró, y este al ver a su «madre» regresa al Planetarium, llevándose la gorra de Mario con él. Mario junto con sus amigos, regresan al Reino Champiñón para celebrar la victoria. El juego finaliza con una imagen donde se observa a la Astronave a las afueras del castillo de Peach, y el Planetarium cruzando el cielo nocturno.

### Personajes principales
Contrario al juego principal, Luigi es un personaje controlable casi al inicio del juego —aunque en este caso, para utilizarlo en el juego, depende de la decisión del jugador y sólo aparece en ciertas galaxias, pero a pesar de que no siempre aparece en ellas—. Para que sea un personaje elegible en cualquier punto del juego, se debe concluir primeramente el 6.° mundo. De igual manera, los huevos que contienen a Yoshi sólo se encuentran en ciertas galaxias y niveles; si el jugador desea montar sobre el dinosaurio, este debe eclosionarlo mediante un ligero golpe. Yoshi tiene una función similar a la que tuvo en Super Mario Sunshine o Super Mario World, pero a diferencia de dichos juegos en Galaxy 2 posee diferentes habilidades y poderes que permiten superar los obstáculos de los distintos mundos, existe un truco, para que Yoshi revoloteé infinitas veces. Los Destellos junto con el pequeño Destello blanco que apareció en el Galaxy original están presentes en esta secuela, y tienen un rol parecido al que ejecutaron durante el primer juego. Lubba, un Destello morado y grande, es el copiloto de la Astronave Mario, y tiene la misma función que realizó Polari —Nebu— en Galaxy 1.
Bowser al igual que anteriores entregas de Mario, es el antagonista principal del juego; debido a que se comió varias «Power Stars», su tamaño incrementó considerablemente. Su hijo, Bowser Jr., le ayuda en sus intentos por frustrar los avances de Mario y Luigi. Igualmente la «Brigada Toad» reaparece en Galaxy 2, cuyos miembros apoyan a Mario durante algunos niveles. La princesa Rosetta también participa en el juego, pero en este caso ella es representada como una sombra denominada como el «Espíritu Cósmico», que asiste al jugador mostrándole cómo debe superar los desafíos de los niveles, aunque para que haga su aparición el jugador debe perder un cierto número de vidas. Si se consiguen todas las estrellas del juego, ella aparecerá en la Astronave. Además, durante la secuencia final del juego, la princesa aparece en el «Planetarium del Cometa» y le agradece a Mario por salvar una vez más el Universo, al igual que por haber cuidado de un pequeño Destello que le siguió durante su aventura.

## Sistema de juego
El sistema de juego de Super Mario Galaxy 2 es muy similar al del Galaxy original, el cual se enfoca en un juego de plataformas esféricas en un entorno en 3D donde estas son pequeños planetas (llamadas en conjunto como «galaxias») que tienen tamaños, temáticas y paisajes variados. El jugador controla a Mario (o bien, en una etapa avanzada del juego a su hermano Luigi, opcionalmente) quien posee una diversa gama de habilidades físicas. Al igual que en la anterior entrega, el juego consiste en viajar y explorar las diferentes galaxias con el fin de conseguir «Power Stars» las cuales son obtenidas si se completan desafíos en los distintos niveles y terminando ciertos retos a lo largo del juego, además de que su recolección permite al jugador acceder a nuevos niveles y mundos. El título mantiene algunas de las mecánicas que se incluyeron en el juego original como el «Cursor Estrella» azul —«Star Pointer»— que le permite al jugador recoger los «Trozos de Estrella» —«Star Bits»— y dispararlos contra los enemigos, áreas en los niveles que restringen el movimiento en un plano de 2D, la habilidad de maniobrar sobre una pelota gigante e inversiones de campos gravitatorios —en estos casos, la gravedad está indicada por una serie de flechas que están dibujadas sobre la pared de los niveles— debido a la activación de un botón, entre otros.

### Escenario y diseño de niveles
Super Mario Galaxy 2 le ofrece la posibilidad al jugador de acceder a las diferentes galaxias del juego mediante un sistema de mapeo, similar a otros que ya han aparecido en diversos títulos de Mario como Super Mario World y New Super Mario Bros. Wii. Para navegar a lo largo de las galaxias, se requiere de un planeta móvil llamado Astronave Mario —es nombrado así porque tiene la forma de la cabeza de Mario— que sirve como un medio de transporte entre los diferentes niveles, y que puede ser visitado en cualquier momento además de que conforme se avanza a través del juego la nave tiende a expandirse, es decir, que alberga objetos o personajes de los mundos a los cuales el jugador visita. El título posee 49 galaxias distribuidas entre 7 regiones del Universo, llamadas «mundos». Los primeros seis mundos se completan cuando se derrota a un jefe de nivel que en este caso puede ser Bowser o Bowser Jr., y que una vez que son vencidos, permiten el acceso al siguiente mundo. Una vez que se consiguen 120 «Power Stars», 120 «Green Stars» —«Estrellas Verdes»— son desbloqueadas en todos los niveles del juego. En estos casos, las «Green Stars» están escondidas o localizadas en puntos de difícil acceso, donde el punto fundamental para su obtención consiste en un enfoque sobre la exploración intensa y en la precisión, pues si el jugador falla causará la muerte instantánea del personaje. Si se llegan a conseguir todas las 120 «Green Stars», se desvelará la 49.° galaxia, el último nivel del juego, que posee dos nuevos desafíos que son difíciles de superar. Así pues, el juego contiene 242 «Power Stars» en total.

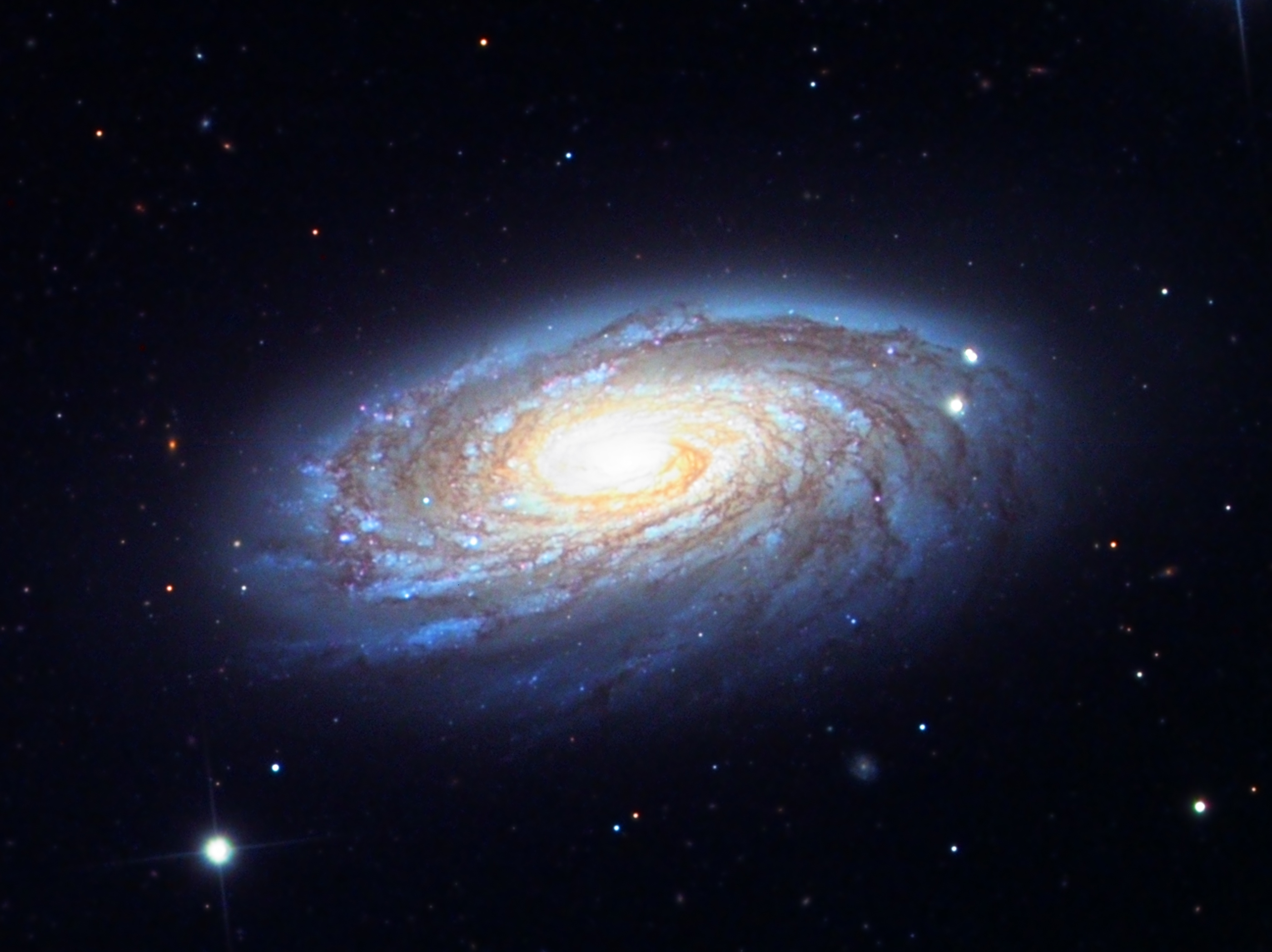
Al igual en el anterior Galaxy los niveles reciben el nombre de «galaxias», en donde Mario debe recolectar las «Power Stars» y llegar hasta el final del Universo para rescatar a la Princesa Peach. Asimismo, la prensa consideró que en ningún momento la mecánica de cada nivel tiende a repetirse, es decir, que la jugabilidad en cada nivel resulta único.

La mayoría de los niveles en Super Mario Galaxy 2 ofrecen una misión única de acuerdo a la temática del nivel en cuestión, y muchas se enfocan en un entorno dinámico que tiende a modificar su configuración o que se altera en diferentes áreas de su terreno físico. Por ejemplo, ciertas partes de los niveles cambian su apariencia cuando el pulso de la música de fondo se vuelve más rápida o más lenta: esto aplica cuando los campos gravitatorios tienden a cambiar de dirección o cuando las plataformas aparecen y desaparecen rítmicamente; o también cuando algún botón influye en el transcurso del tiempo, haciéndolo más lento. Los «Cometas Pícaros», que aparecieron en el anterior juego y que generaban un cambio en el aspecto y en los retos de los juegos, ya no pueden aparecen azarosamente en los niveles previamente visitados sino que se requiere de una «Comet Medal» —«Medalla Cometa»— para que este aparezca en un cierto nivel específico. Además, los «Cometas Pícaros» se volvieron más generalizados, pues ya no ofrecen ninguna variación entre ellos: mientras que en Super Mario Galaxy existen 5 tipos diferentes de retos, los cometas en Super Mario Galaxy 2 varían en diversas empresas que mezclan y solapan los desafíos de su predecesor, como el caso de derrotar a todos los enemigos rápidamente, recolectar 100 monedas púrpura, completar un nivel en un tiempo límite o evadir a muchos «Clones Cósmicos» —que son doppelgängers de Mario que imitan y ejecutan todos los movimientos realizados por el jugador—, entre otros. Como resultado, la combinación entre el entorno de los niveles y el dinamismo de los «Cometas Pícaros» causan que el jugador realice hazañas en un entorno laborioso, donde se requiere precisión y táctica con el fin de poder superar los diferentes desafíos.

### Poderes
Todos los poderes del Galaxy original están presentes en su secuela, a excepción de Mario Gélido y Mario Volador, además de que se han incluido nuevas habilidades y objetos. De entre estos se incluye el «Trompotaladro» —Spin Drill— que le permite al jugador excavar en una cierta parte de algún planeta, y salir del otro lado del mismo; Mario Roca —Rock Mario—, que viene del «Champiñón Roca» —Rock Mushroom— un poder que hace que el jugador pueda estamparse contra paredes o enemigos con el fin de progresar en la aventura; y Mario Nube —Cloud Mario—, poder que proviene de la «Flor de Nubes» —Cloud Flower—, es una habilidad que permite crear plataformas temporales en a mitad de vuelo durante un salto.
Mario es capaz de montar sobre el dinosaurio Yoshi, que se encuentra en ciertos niveles del juego. Cuando el jugador cabalga sobre Yoshi, el «Cursor Estrella» se torna a un punto rojo, con el que se puede enfocar diversos objetos simultáneamente y estos pueden ser manipulados con la lengua del dinosaurio. Yoshi puede usar su lengua para cruzar abismos balanceándose sobre ciertos anillos, tirar de palancas y manijas, y tragarse enemigos —con la posibilidad de escupirlos y usarlos como proyectiles—. También hay poderes que Yoshi puede adquirir por tiempo limitado, y estos se obtienen mediante tres frutas diferentes que debe comerse para ganar dichas habilidades: la «Guindilla Veloz» —Dash Peper—, la «Fruta Globo» —Blimp Fruit— y la «Fruta Luz» —Bulb Berry—. La «Guindilla Veloz» le permite a Yoshi correr a una rápida velocidad, dándole así la capacidad de andar sobre paredes y caminar sobre el agua; la «Fruta Globo» hace que Yoshi flote sobre el aire; y la «Flor Luz» le da el poder a Yoshi de crear un resplandor y revelar así caminos secretos.

### Guías y multijugador
Debido a que el juego incrementó su dificultad con respecto a su predecesor, Super Mario Galaxy 2 ofrece nuevas características para los jugadores menos experimentados. La más notoria es la «Guía cósmica» —Cosmic guide—, similar a la «Super Guía» de New Super Mario Bros. Wii. La Guía cósmica aparece cuando el jugador falla un nivel en particular un cierto número de veces, haciendo que la computadora del juego tome el control del personaje con el fin de completar dicho nivel si es necesario. Sin embargo, hay un inconveniente: si el jugador termina el nivel con la ayuda de la Guía, el jugador es premiado con una «Estrella de Bronce» —«Bronce Star»—, forzando al jugador a que él lo termine y obtega así la «Power Star» dorada correspondiente. También hay unos monitores llamados «Pantallas guía» —«Hint TV»— que muestran mediante videos sobre cómo realizar ciertos movimientos o enseñar diversos métodos sobre el uso de los diferentes poderes. Un sistema de guías similar al ofrecido en Galaxy2, como el de mostrar videos para orientar al jugador en diversas parte del juego, fue implementado en Ocarina of Time 3DS.
El sistema multijugador fue mejorado notoriamente con respecto al juego original. En Super Mario Galaxy, un jugador podía usar un segundo Wiimote con el fin de controlar otro «Cursor Estrella» y con este poder ayudar al personaje obstruyendo a los enemigos o recolectando «Trozos de Estrella». En Galaxy 2, ahora el segundo jugador puede controlar a un «Destello» naranja que posee las habilidades del cursor ya mencionadas; aun así, puede atacar físicamente a los enemigos, recolectar objetos y poderes, haciendo que el entorno del jugador se vuelva más dinámico.

## Desarrollo
| Director                         | Koichi Hayashida                                               |
| Dirección de programación        | Takeshi Hayakawa                                               |
| Diseño de personajes             | Daisuke Watanbe                                                |
| Diseño principal planetario      | Kazunori Hashimoto                                             |
| Diseño de niveles                | Haruka Kakinuma                                                |
| Ilustradores                     | Keisuke Okubo Nanako Kinoshita Naruhisa Kawano                 |
| Diseño gráfico                   | Tsuyoshi Watanabe Akiko Kato Aya Oyama                         |
| Planeación                       | Daisuke Tsujimura Haruka Kakinuma Shinya Hiratake              |
| Música                           | Mahito Yokota Kōji Kondō Ryo Nagamatsu                         |
| Diseñadores                      | Shigeru Miyamoto Yoshiaki Koizumi                              |
| Programadores                    | Katsuyasu Ando Norihiro Aoyagi Hideyuki Sugawara Wataru Tanaka |
| Productores                      | Takashi Tezuka                                                 |
| Productor ejecutivo              | Satoru Iwata                                                   |
| Programación de sonido y efectos | Shigetoshi Gohara Mitsuhiro Hikino Yuza Takezawa               |
| Voces (en inglés)                | Charles Martinet Samantha Kelly                                |
| Referencias                      | [ 22 ]                                                         |

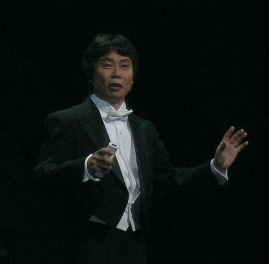
Después del éxito conseguido con la primera entrega de Galaxy, Shigeru Miyamoto tenía la idea de realizar una secuela con la misma jugabilidad de dicho título, aunque en un inicio solamente lo planeó como una simple «extensión» de la versión original. Sin embargo, esto cambió y su secuela a pesar de poseer ciertas características de su predecesor, acabó siendo un «juego distinto».

Poco después de que Nintendo terminara Super Mario Galaxy, Shigeru Miyamoto le propuso al equipo de desarrollo que se debería producir una secuela. El juego fue originalmente planeado sólo para hacer variaciones en los planetas del juego original, llamando al juego «Super Mario Galaxy More», —aunque fue llamado «Super Mario Galaxy 1.5» durante su desarrollo—, cuyo tiempo de desarrollo fue previsto para un año, aproximadamente. Los elementos principales que fueron agregados al juego, fueron todos aquellos que se habían descartado del título original, haciéndolo con el propósito de darle un equilibrio al juego, o bien, con el fin de evitar trabas en el período de desarrollo, como incluir a Yoshi o crear un planeta con la forma de la cabeza de Mario. Con el tiempo, se añadieron nuevos objetos e ideas al juego, y se decidió que el juego sería completamente nuevo en lugar de una secuela ligeramente modificada. En consecuencia, el desarrollo tomó unos dos años y medio. Takeshi Hayakawa, el jefe de los programadores para Super Mario Galaxy 2, creó un software de niveles que permitió a los diferentes miembros del personal, incluyendo a los ingenieros de imagen y sonido, diseñar y crear fácilmente las fases sin tener que esperar a que los programadores, la mayoría de los cuales se incorporaron casi al final de proyecto. Con el fin de diferenciar a Galaxy 2 de su predecesor, el equipo de desarrollo deseaba en un inicio que el juego tuviera como concepto principal el «switching», técnica que consiste en que el entorno sobre el que personaje interactúa, tiende a cambiar en ciertas situaciones. Este concepto terminó siendo especialmente difícil para programarlo a gran escala sobre el juego, por lo que fue sólo limitado para aparecer en algunos niveles. Los videos tutoriales del juego fueron incluidos como un sistema opcional de ayuda, llamado «Tip Network», para asesorar a los jugadores y familiarizarlos con el sistema de juego del Galaxy original. Miyamoto comparó a Super Mario Galaxy 2 con The Legend of Zelda: Majora's Mask, pues mencionó que ambos juegos usan los mismos motores que sus predecesores y fueron desarrollados con base a su jugabilidad, aunque divergen de sus anteriores versiones en sus mejoras técnicas. Incluso mencionó que a diferencia de The Legend of Zelda: Ocarina of Time, en Majora's Mask el sistema de juego cambió con respecto a su predecesor, pues se le incluyó el «sistema de tres días» que permite cambios drásticos en el entorno del personaje, una característica análoga que comparten Galaxy 2 y su precuela.
En la conferencia privada de Miyamoto, se indicó que el desarrollo del juego estaba muy avanzado, pero su lanzamiento se retrasó hasta el año 2010 debido al lanzamiento de New Super Mario Bros. Wii en 2009. También comentó que el juego tendría cerca del 95-99 % de novedades, donde el resto sería parte del anterior juego de Galaxy. En relación con la precuela, en una entrevista con el presidente de Nintendo América, Reggie Fils-Aime, indicó que el juego presentaría una mayor dificultad que el original, en tanto que Miyamoto dijo en una entrevista con Wired que el juego estaría menos enfocado en el argumento. Este último también comentó que el juego podría utilizar la llamada «Super Guide», que fue incluida en New Super Mario Bros. Wii; esto fue confirmado por el gerente general de gestión sobre el producto de Nintendo, Bill Trinen, quien dijo que dicha característica sería diferente a la que aparece en New Super Mario Bros Wii. En este caso, la característica fue denominada como «Guía cósmica», donde el «Espíritu galáctico» —Rossetta— es quien toma control sobre el personaje, ayudando al jugador a completar algún nivel.
El juego hizo su debut como demo jugable en el Nintendo Media Summit 2010 del 24 de febrero de 2010, cuando se lanzó un segundo tráiler del juego, y se anunció su lanzamiento americano para el 23 de mayo de 2010. La versión japonesa, europea y australiana vienen con un manual en formato DVD, que explica los controles básicos, así como videos donde se explican técnicas más avanzadas de jugabilidad.

## Música
Como en el Super Mario Galaxy original, Super Mario Galaxy 2 presenta unas melodías compuestas para ser interpretadas por una orquesta sinfónica. Durante los primeros pasos, cuando la idea de «Super Mario Galaxy 1.5» se estaba gestando, no había ningún interés en cambiar las melodías de la primera entrega para su secuela. Sin embargo, a medida que el juego avanzaba, el equipo de sonido, liderado por Mahito Yokota, se dio cuenta de que necesitarían una nueva banda sonora que encajara con el nuevo sistema de juego junto con las mecánicas que se iban añadiendo. A pesar de que no se decidían a usar una orquesta debido a los problemas de grabación, el productor general Shigeru Miyamoto dio permiso de inmediato —de acuerdo con Yokota, Miyamoto sintió que los jugadores estarían esperando una banda sonora orquestal. Miyamoto también sugirió que los jugadores querrían escuchar algunos arreglos de Super Mario Galaxy, razón por la cual la banda sonora es una mezcla de piezas nuevas y arreglos de temas del Galaxy original así como de muchas otras entregas de la serie Mario, como Super Mario World y Super Mario 64. Ryo Nagamatsu, quien trabajó anteriormente en Wii Sports Resort y New Super Mario Bros. Wii, contribuyó con nueve piezas musicales.
El compositor de Nintendo, Koji Kondo, contrató 60 músicos para la banda sonora del título, diez más de los que se usaron para el primer juego, junto con 10 músicos adicionales que añadieron un estilo big band a la música pues tocaban trompetas, trombones, saxofones y tambores, sumando en total 70 instrumentistas. La dirección de orquesta estuvo a cargo de Taizo Takemoto, conocido por su trabajo en la Smash Bros. Concert de 2002, mientras que Kondo, aparte de desempeñar el papel como asesor y supervisor, contribuyó con cinco piezas. La banda sonora está disponible en un set de dos discos para los miembros del Club Nintendo japonés. Puede ser comprado por un costo de 500 puntos estrella, aunque los miembros que registraron los códigos de compra después de haber adquirido Galaxy 2, pueden obtener ambos discos por el precio de 300 puntos estrella. A continuación, la lista de canciones y melodías que componen a la banda sonora:

### Lista de temas
| Super Mario Galaxy 2: Disco 1 |                             |          |  |
| N.º                           | Título                      | Duración |  |
| 1.                            | «Overture»                  | 1:26     |  |
| 2.                            | «Another Story»             | 1:31     |  |
| 3.                            | «The Lost Child»            | 0:36     |  |
| 4.                            | «The Power of the Stars»    | 0:06     |  |
| 5.                            | «Sky Island»                | 2:27     |  |
| 6.                            | «Dino Pakkun Jr.»           | 1:17     |  |
| 7.                            | «Unknown Star»              | 1:20     |  |
| 8.                            | «The Starship Appears»      | 0:41     |  |
| 9.                            | «Mario Starship, Dispatch!» | 1:27     |  |
| 10.                           | «Yoshi Appears»             | 0:08     |  |
| 11.                           | «Yoster»                    | 2:07     |  |
| 12.                           | «Starship Mario 1»          | 2:06     |  |
| 13.                           | «World 1 & 2»               | 2:09     |  |
| 14.                           | «The Starship Travels»      | 2:16     |  |
| 15.                           | «Dig-Dig Mine»              | 2:48     |  |
| 16.                           | «Dig-Dig Leg»               | 2:25     |  |
| 17.                           | «Red-Blue»                  | 1:01     |  |
| 18.                           | «Square Timber»             | 2:10     |  |
| 19.                           | «Tips TV»                   | 0:35     |  |
| 20.                           | «A-wa-wa-wa!»               | 0:38     |  |
| 21.                           | «Jungle Glider»             | 2:23     |  |
| 22.                           | «Get Power Star»            | 0:11     |  |
| 23.                           | «Star Creek»                | 3:30     |  |
| 24.                           | «Dash Yoshi»                | 1:30     |  |
| 25.                           | «World 3»                   | 1:57     |  |
| 26.                           | «Forest Inhabitants»        | 0:50     |  |
| 27.                           | «Slide»                     | 2:42     |  |
| 28.                           | «White Snow»                | 2:33     |  |
| 29.                           | «Pipe Room»                 | 1:00     |  |
| 30.                           | «Ball Roll»                 | 1:02     |  |
| 31.                           | «Cloud Garden»              | 3:41     |  |
| 32.                           | «Megahammer»                | 2:15     |  |
| 33.                           | «Starship Mario 2»          | 2:07     |  |
| 34.                           | «World 4»                   | 2:24     |  |
| 35.                           | «Honey Bee Village»         | 2:41     |  |
| 36.                           | «Wanwan Factory»            | 2:04     |  |
| 37.                           | «Glamdozer»                 | 2:00     |  |
| 38.                           | «Flickering Blocks»         | 0:56     |  |
| 65:00                         |                             |          |  |

| Super Mario Galaxy 2: Disco 2 |                                |          |  |
| N.º                           | Título                         | Duración |  |
| 1.                            | «Sky Beach»                    | 3:11     |  |
| 2.                            | «Teleporter»                   | 0:40     |  |
| 3.                            | «Sky Beach ~Underwater~»       | 1:47     |  |
| 4.                            | «Koopa's Lava Empire»          | 2:16     |  |
| 5.                            | «Get Grand Star»               | 0:17     |  |
| 6.                            | «World 5»                      | 1:59     |  |
| 7.                            | «Lightning Sea of Clouds»      | 3:02     |  |
| 8.                            | «Crazy Gravity»                | 1:15     |  |
| 9.                            | «Ghost Conveyor»               | 1:43     |  |
| 10.                           | «Flowing Star Sand»            | 3:07     |  |
| 11.                           | «Sandron»                      | 1:16     |  |
| 12.                           | «Koopa Jr's Fortress»          | 1:52     |  |
| 13.                           | «Starship Mario 3»             | 2:06     |  |
| 14.                           | «World 6»                      | 2:08     |  |
| 15.                           | «Magma Monster»                | 2:28     |  |
| 16.                           | «Nostalgic Fortress»           | 2:32     |  |
| 17.                           | «Sweet Mystery»                | 1:24     |  |
| 18.                           | «Challenge Glider»             | 2:23     |  |
| 19.                           | «Gobblegut»                    | 1:57     |  |
| 20.                           | «Earth Bottom Cave»            | 1:33     |  |
| 21.                           | «The King of Kings»            | 1:29     |  |
| 22.                           | «Clock Time Attack»            | 3:27     |  |
| 23.                           | «World S»                      | 2:49     |  |
| 24.                           | «Tension»                      | 0:38     |  |
| 25.                           | «The New Galactic Empire»      | 3:12     |  |
| 26.                           | «Koopa, the Great Mighty King» | 2:58     |  |
| 27.                           | «Fateful Decision Battle»      | 2:47     |  |
| 28.                           | «A Significant Other»          | 0:37     |  |
| 29.                           | «Super Mario Galaxy 2»         | 3:50     |  |
| 30.                           | «The Tico and the Hat»         | 1:52     |  |
| 31.                           | «Green Star»                   | 2:04     |  |
| 32.                           | «Theme»                        | 2:00     |  |
| 66:39                         |                                |          |  |

## Recepción

### Crítica

#### Estados Unidos e Inglaterra
Super Mario Galaxy 2 recibió múltiples elogios positivos por parte de la crítica especializada en videojuegos, junto con numerosas reseñas que enfocaban su mérito a la creatividad con la que el juego fue hecho y sobre las mejoras técnicas respecto a su antecesor.
GameSpot lo calificó como un «estándar nuevo para los juegos de plataformas», dándole de calificación un 10 exacto, convirtiéndose en el séptimo juego de la historia en dicho sitio de reseñas en ganar esa puntuación. Otras puntuaciones perfectas provenían de sitios tales como Edge, afirmando que «este no es un juego que redefine el género de plataforma: este es uno que se enrolla dentro de sí, y manda a los demás fuera de él». Además, IGN notaba al juego de manera tal que «captura perfectamente el encanto clásico de los videojuegos, la razón por la cual, una mayoría de nosotros se metió en él desde el principio». The Escapist se hizo eco de esta opinión al afirmar que «no es necesario jugar con la misma fórmula establecida de siempre, pero realmente no lo quieren admitir»; mientras que GameTrailers comentó «existe algo tremendo para la gran mayoría de las personas, ya que los juegos que realmente podemos recomendar a casi todo el mundo, son raros».
Giant Bomb elogió particularmente los diseños mejorados de los niveles, al comentar que los diseñadores se encontraban «más inspirados» y «más dispuestos a asumir varios riesgos extraños sobre el aspecto de las plataformas abstractas que fueron vistas durante el Galaxy original», en tanto que Wired comentó que el concepto que presentan los niveles individualmente, podrían «convertirse en juegos completos de principio a fin». Además, 1UP.com destacó que la banda sonora expandió el contenido de la música de manera «majestuosa». A su vez, GamesRadar elogió los gráficos, diciendo que a pesar de las limitaciones técnicas de la consola, Galaxy 2 «sabe cómo sacar el máximo provecho de la tecnología obsoleta, tanto así que los defectos gráficos son suavizados o encubiertos, dejándolo así como el título de mejor aspecto gráfico de Wii hasta la fecha». X-Play premió a Super Mario Galaxy 2 con una puntuación de 5 sobre 5, llamándolo «la culminación de 20 años en que los juegos de Mario han impactado dentro de la industria de los videojuegos en un fantástico diseño y un original mundo de plaformas».
A pesar de estos elogios, algunos críticos plantearon quejas menores respecto a una mayor dificultad y de la similitud de jugabilidad con el original Super Mario Galaxy. La Official Nintendo Magazine lo llamó como el «nuevo mejor título para Wii», pero dijo además que carecía de un impacto original —aunque también comentó que el juego tenía un exceso de dificultad, a comparación del original—. Matt Helgeson de Game Informer mencionó que algunos de los desafíos con los que cuenta el juego, podían llegar a ser potencialmente «frustrantes», en especial aquellos que están cerca del final del juego. Similarmente, GamePro remarcó el hecho de que el «incremento de la dificultad y la necesidad de una alta habilidad [para superar los niveles], podrían hacer que los fanáticos de la serie se alejen de la misma». Sin embargo, Chris DeAngelus de Worthplaying dijo que «tal vez lo más positivo de todo, es que hay muy pocas secuencias donde la muerte se siente como un mal cálculo en vez del error propio del jugador, ya que esto minimiza el sabor de la frustración».
Louis Bedigian del sitio GameZone.com calificó al juego con un 9,5 de 10, comentando que «Mario Galaxy 2 podría ser la secuela perfecta. Sin embargo, no es un juego perfecto. Evidentemente, ciertos elementos otorgados por el original —más notablemente lo relacionado al aspecto del espacio exterior y el efecto de la gravedad— no son tan impresionantes la segunda vez. Dicho esto, Nintendo ha realizado un trabajo increíble en la creación de niveles innovadores que hacen del juego algo fresco otra vez, hasta el punto en que casi se siente como si estuvieras experimentando Mario Galaxy por primera vez».

#### Hispanoamérica, España y otros
De manera análoga a sus reseñas inglesas y por comparación con su antecesor, Galaxy 2 también disfrutó de una buena acogida por parte de los medios españoles quienes se mostraron complacidos por la interactividad y novedades que la nueva entrega poseía; varios sitios web, especializados en el ámbito del entretenimiento del mundo hispano dieron sus respectivos comentarios. Meristation mencionó que «la imaginación y habilidad de los desarrolladores de Nintendo nos ha desbordado, no esperábamos tantos cambios a mejor» pues el sistema de juego confluye con muchos de los aspectos de anteriores entregas de Mario, haciendo de que este juego tenga «ese toque de desafío», ya que los controles principales aunque si bien se adecúan bien a los entornos del propio juego, bien pudieron ser un poco más simples pues «el Wiimote fue bastante limitado y casi se podría haber jugado enteramente con uno tradicional, aunque eso le hubiera quitado cierto encanto»; además mencionaron que la dificultad que presenta el título es apto para todo tipo de jugadores, pues aunque las galaxias difieren entre sí presentan distintos retos que pueden llegar a ser «sólo apto[s] para los jugones empedernidos». También escribió que «Decir que hay nuevos trajes, enemigos o niveles, o mencionar que Yoshi hace acto de presencia, sería decir poco. Una magnífica segunda parte digna de los plataformas más clásicos conjugada con elementos modernos», calificándolo así con una puntuación «maestra» de 10 sobre 10.

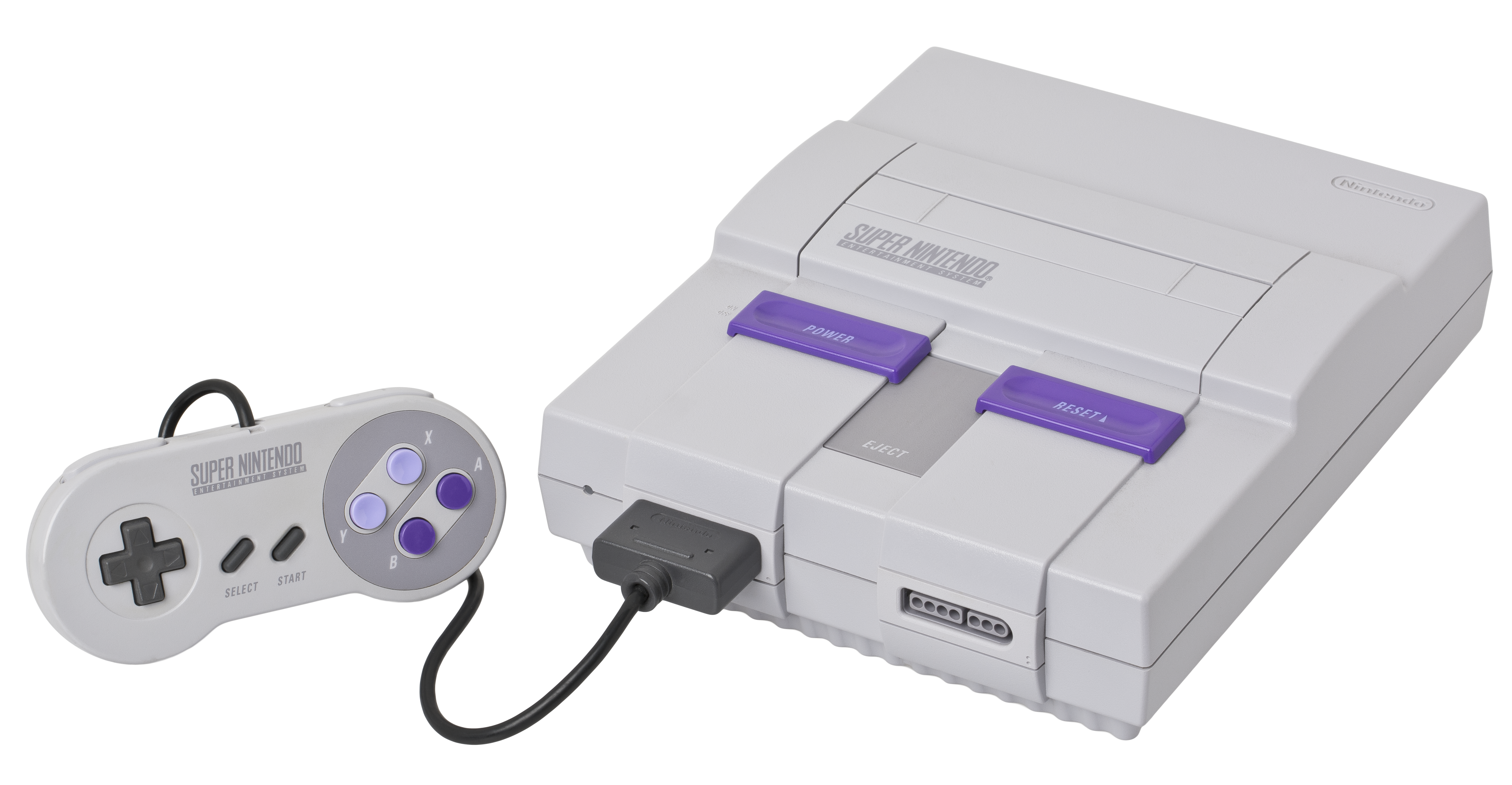
Algunas reseñas, se centraron en el aspecto «retro» del juego pues a los críticos les recordaba la época del Super Nintendo Entertainment System, en principio por la aparición de Yoshi. Asimismo, desde aquel entonces, Nintendo no había realizado alguna secuela directa dentro de la serie de Mario.

La versión en español del sitio Eurogamer también ofreció su análisis; en él, se mencionó que el juego contiene elementos exactos pues «cada una de las piezas han sido colocadas en el lugar exacto para que funcionen con precisión quirúrgica en el momento adecuado». A raíz de ello, también se comentó que a pesar de que el juego parece una secuela, Nintendo no había realizado alguna respecto a la serie de Mario desde los tiempos de la Super Nintendo Entertainment System e incluso en el aspecto musical el título tiene un compendio orquestal más extenso que en la versión anterior, ya que ahora el sonido tiene una parte importante al momento de resolver algún acertijo; al concluir su reseña, Josep Sempere comentó que «[...] Nada es cuestión de azar, y eso hace de la experiencia algo excepcionalmente reconfortante», dándole una puntuación de 10.
En el caso de VicioJuegos, el juego fue igualmente bien recibido por parte del sitio web pues mencionó que aunque contiene iconos de los antiguos títulos de la serie, el juego le da un aire de frescura al género de plataformas, ya que hacer recordar con nostalgia algunos de los viejos juegos del fontanero como Super Mario World, aparte del hecho de que Yoshi hace una aparición adecuada, ya que ayuda a Mario en varias fases clave del juego; entre otros aspectos comentados, el juego recibió de dicho sitio una puntuación del 98 %. 3DJuegos comentó que la «interacción interplanetaria» mejoró mucho con el anterior juego de plataformas de Wii, ya que le dan una «variedad temática», causando una combinación entre diversos géneros de videojuegos convirtiéndolo en «algo ya de por sí, adictivo». Mencionando que «un "2" es siempre sinónimo de "repetición", pero no en el caso de Nintendo», Jesús Bella le dio al juego un puntaje de 9,9 sobre 10, debido a su «innovación en la industria». Finalmente, LevelUp compartió su punto de vista sobre Galaxy 2 y concluyó que es un juego que contiene «un poco para todos», ya que su «música, amigables gráficas e imponentes jefes [...] dan un toque de magia al compendio de juegos que los hard-core y los [jugadores] casuales encontrarán bastante entretenido [...] La gran variedad de dinámicas es quizá su mejor atributo»; si bien argumentaron que contiene muchos elementos novedosos, lo único de lo que carece en esencia, es de una buena historia, ya que según ellos «si estás buscando una profunda historia llena de misterio, intriga y romance, lamento informarte que tu princesa se encuentra en otro castillo; poco después de que inicia el juego, la trama queda sumergida en el fondo»; pero aun así, el sitio le dio una puntuación de 9,0 sobre 10 pues les pareció un «excelente juego para cualquiera».
La prensa francófona también ofreció sus respectivas reseñas: Gamekult comentó que «Galaxy 2 es un punto de referencia para el género de plataformas en 3D construido con gran maestría», y Jeuxvideo.com escribió que «el modo cooperativo y la duración en este episodio [de la serie], hacen de él una pieza esencial dentro la industria».

### Desempeño comercial
El juego no sólo disfrutó de una buena acogida por parte de los analistas en ámbito del entretenimiento electrónico, sino que también tuvo una buena aceptación comercial. En Japón Super Mario Galaxy 2 vendió 143 000 copias en su primer día de lanzamiento, y 340 000 durante su primera semana, aproximadamente 90 000 más que su predecesor en el mismo lapso. Logró vender más de 1,2 millones de copias a nivel mundial durante su primera semana. En Norteamérica, el juego vendió 650 000 copias durante mayo de 2010. En el Reino Unido, Super Mario Galaxy 2 fue el tercer juego más vendido entre los lanzamientos multiplataforma y el juego mejor vendido para una sola consola durante la semana terminada el 26 de junio de 2010. A 16 de julio de 2010, el juego había vendido 1 millón de copias dentro de los Estados Unidos. Para abril de 2011, Super Mario Galaxy 2 ha vendido 6,36 millones de copias en todo el mundo.

### Premios
Super Mario Galaxy 2 recibió el premio al «Juego del año» en 2010 por parte de Nintendo Power, GamesMaster, Official Nintendo Magazine, Edge, GamesTM, Destructoid y Metacritic. También, fue nombrado como el «Juego del año para Wii» por IGN, GameTrailers, GameSpot, 1UP.com, al igual que otros medios especializados. Para diciembre de 2010, IGN nombró a Super Mario Galaxy 2 como el juego número 1 para Wii, superando así a su predecesor. Super Mario Galaxy 2 fue nominado en los 2011 Kids' Choice Awards en la categoría de «Videojuego favorito», pero perdió ante Just Dance 2. Además, fue ganador del premio «Mejor jugabilidad» en los premios BAFTA de 2011.